# Calydna carneia
Calydna carneia är en fjärilsart som beskrevs av William Chapman Hewitson 1859. Calydna carneia ingår i släktet Calydna och familjen Riodinidae. Inga underarter finns listade i Catalogue of Life.

## Bildgalleri

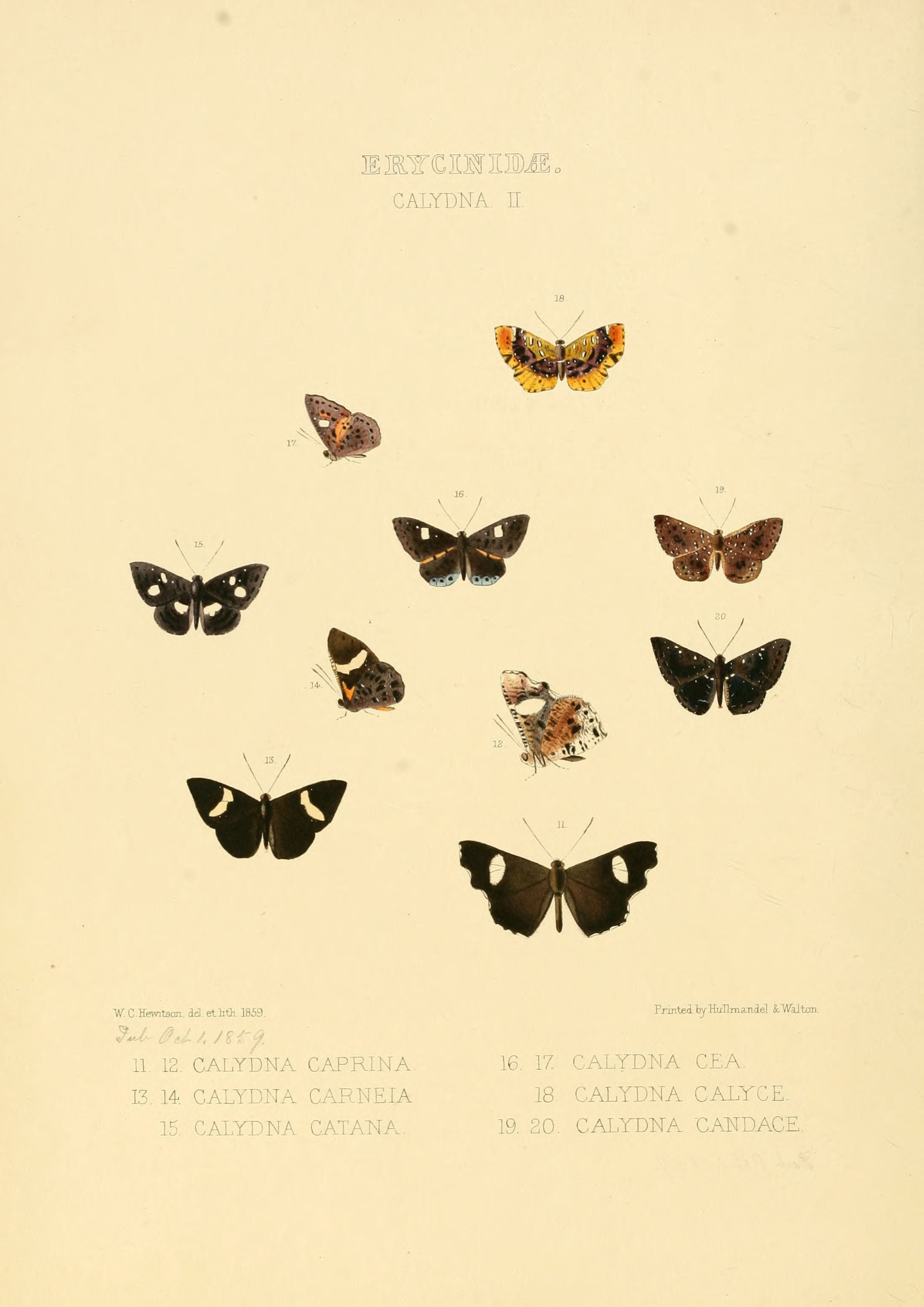